# Mireille Hartuch
Mireille Hartuch (Paris, 30 de setembro de 1906 – Paris, 29 de dezembro de 1996), ou simplesmente Mireille, foi uma cantora, compositora e atriz francesa.
Mireille nasceu em Paris, na França, dentro de uma família judia. Sua mãe veio de uma família de músicos, e na infância Mireille aprendeu a tocar piano e foi encorajada a seguir uma carreira musical. Na adolescência ela trabalhou no teatro, e influenciada pelas músicas dos grandes bailes de dança de Paris, passou a compor suas primeiras canções para o teatro. Em 1928 ela iniciou uma parceria com o letrista Jean Nohain (1900–1981), alcançando sucesso considerável durante muitos anos.
Fluente em inglês, Mireille viveu dois anos nos Estados Unidos, primeiro em Nova York, onde atuava na Broadway, antes de chegar a Hollywood. Em 1931, ela apareceu num filme com Douglas Fairbanks, Jr. e em outro com Buster Keaton. De volta à França, sua carreira como compositora decolou quando suas canções passaram a ser gravadas por grandes nomes da música francesa daquela época, como Maurice Chevalier, Charles Trenet e um jovem Jean Sablon.
Em 1933, ela participa do filme francês Chourinette, ficando ausente das telas até 1951, quando filmaria Au fil des ondes. Casou-se em 1937 com o escritor Emmanuel Berl, a quem chamava Théodore. Por serem judeus, eles foram forçados, durante a ocupação nazista, a se esconderem em Argentat, no remoto departamento de Corrèze, região de Limousin. Lá Mireille foi muito ativa na Resistência francesa, tendo sido líder do comitê local de liberação.
Após a Segunda Guerra, tornou-se amiga próxima de Jean Cocteau, Albert Camus e André Malraux. Nos anos 1950, seu amigo Sacha Guitry a deu a ideia de abir o "Petit Conservatoire de la chanson", onde usaria o seu talento para treinar jovens cantores. Inaugurada em 1955, esta instituição provou ser altamente benéfica a um número bastante expressivo de jovens talentos que prosseguiriam para o sucesso, como Frida Boccara, Alice Dona, Yves Duteil, Françoise Hardy e Pascal Sevran (entre outros).
Ao longo de sua respeitável carreira, Mireille compôs mais de 600 canções e foi condecorada duas vezes pelo governo por suas contribuições à cultura francesa.
Mireille morreu em Paris em 1996, aos 90 anos, e foi enterrada no Cimetière du Montparnasse.